# Bonaster - o. Molat
Bonaster - o. Molat este o arie protejată (sit de importanță comunitară — SCI) din Croația întinsă pe o suprafață de 101,47 ha, integral marine.

## Localizare
Centrul sitului Bonaster - o. Molat este situat la coordonatele 44°12′46″N 14°49′13″E / 44.212836°N 14.820251°E.

## Înființare
Situl Bonaster - o. Molat a fost declarat sit de importanță comunitară în iulie 2013 pentru a proteja un număr necunoscut de specii din flora spontană și fauna sălbatică aflate în arealul zonei.

## Biodiversitate
Situată în ecoregiunea marină mediteraneană, aria protejată conține 1 habitat natural: Recifuri.
La baza desemnării sitului se află un număr nedeclarat de specii protejate.